# Stay on My Side Tonight
Stay on My Side Tonight è un EP del gruppo musicale statunitense Jimmy Eat World, pubblicato nel 2005.

## Tracce
1. Disintegration – 7:44
2. Over – 3:46
3. Closer – 5:50
4. Half Right (Heatmiser cover) – 4:42
5. Drugs or Me (Styrofoam remix) – 5:14